# Furioso-north star
A furioso-north star vagy ismertebb nevén mezőhegyesi félvér Magyarországon kitenyésztett, a 32/2004. (IV. 19.) OGY határozat értelmében nemzeti kinccsé nyilvánított lófajta.

## Története
A fajta kialakulása 1841-ben kezdődött el a Császári és Királyi Ménesintézet megalakulásával. A cél az volt, hogy a hadászathoz szükséges erőteljes, robusztus lófajtát hozzanak létre, amely jó munkaképességű, gyors és kitartó. Két törzsalapító mén Furioso Senior és North Star Senior segítette a ménes létrejöttét és a fajta kialakulását.
Az új vérvonal kialakítása érdekében került a ménesbe az igen eredményesen versenyző, jó örökítőképességű mén Furioso, akit később, mint "Furioso Senior" emlegettek, gróf Károlyi György méneséből. Furioso a gróf derekegyházi méneséből származó, pej színű, nagyon szép angol telivér volt, kissé robusztusabb fajtatársainál, és magas genetikai értékkel bírt, ezért bevonták az akkor alakuló, katonai igényeknek megfelelő angol félvér kialakításába. 1836-ban született, apja az angliai import Privater, anyja Miss Fury. Mezőhegyesen 10 évig fedezett, s eközben közel 180 utódot nemzett. 1852-ben érkezett Angliából az angol telivér North Star Senior, aki 1844-ben született, (tenyésztője Lord Fitzwilliam), de Furiosóval ellentétben ő fekete volt. 6 évig fedezett, és ő is sok utódot hagyott hátra. A két törzsalapító mén utódait idővel keresztezték. Eleinte rokontenyésztést is alkalmaztak, hogy az új fajta tulajdonságait rögzítsék, így néhány nemzedéknyi idő alatt az örökítés is megszilárdult. Mind a Furioso-, mind a North Star-vonalból származó lovak igen szép sikereket értek el a kiállításokon, versenyeken. Ez segítette a fajta elterjedését, több magánménes is kialakult.
A furioso-north star, vagy mezőhegyesi-félvér megjelenése önálló fajtaként 1867-től számítható.
Az első világháború után a román hadsereg a mezőhegyesi ménes nagy részét is elvitte a többihez hasonlóan, de a tenyésztői munka meghozta az eredményt, az állomány felfejlődött. A második világháborúban a ménest Bergstetten Neuhofba menekítették, és csak a törzsállomány töredéke érkezett vissza. Más ménesekből is vettek lovakat, és újrakezdődött a tenyésztés. 1960-ban azonban a ménest elköltöztették először a Nagykunsági Állami Gazdaságba, majd a megmaradt törzsállomány töredéke alkotta Kiskunsági Állami Gazdaság törzsménesét. Az apajpusztai ménes adta rövidesen az ország legeredményesebb díjugrató lovait. Ennek ellenére a tenyésztés iránya megváltozott, díjugratás helyett inkább fogatos használatra tenyésztettek. Az eredetileg mezőhegyesi állomány egyre inkább leromlott, és elveszítette vezető szerepét. Időközben több mezőgazdasági termelőszövetkezet is kialakította a maga furioso-north star tenyészetét, amelyek közül a Hódmezővásárhelyi Tangazdaságnak ma is értékes állománya van. A rendszerváltás során a legtöbb tenyészet magánkézbe került. 1978-ban Lajos bajor herceg a magyar államnak ajándékozta 50 lovát, s ez az alapja a mai bugaci ménesnek. A szétszóródott állományok és tulajdonosaik összefogására 1989-ben megalakult Furioso-North Star Lótenyésztő Országos Egyesület. A kancalétszám még ma is 500 alatt van, ezért a fajta veszélyeztetett helyzetű.

## Jellemzői
A furioso-north star igen sokoldalú, jól használható fajta. Elsőrangú díjugrató, díjlovagló, de a mezőgazdaságban is megállja a helyét. A fajta a nehezebb angol félvér típust testesíti meg. Erőteljes csontozatú, de arányos testalkatú.Szilárd szervezetű és jól alkalmazkodik a szélsőséges éghajlati és talajviszonyokhoz. A furioso-north star hosszú, hasznos élettartamú, munkában edződött lófajta. A kancák átlagos marmagassága bottal mérve 160–165 cm. A fajta színe jellemzően a pej és ennek különböző árnyalatai, lehetőleg minél kevesebb jeggyel. Előfordulhat a fekete és a sárga szín is, amely két pej ló párosítása során bármikor kihasadhat, de a sárga színű egyedek törzsállományban tartására nem törekednek. A szürke szín a mezőhegyesi fajták katonai jellegénél fogva eleve kizárható. Szlovákiában viszont mind a szürke, mind a sárga színű példányokat törzskönyvezik. A szürke szín nem kívánatos, de 2004 óta elfogadott Magyarországon is.

## Hasznosítása
A Furioso-north star kiváló hátasló. Katonai felhasználásra rendkívül alkalmas, e célból tenyésztették ki valójában. Nyugodt, kiegyensúlyozott ló, emiatt az idősebb lovakat szívesen használják hobbi vagy oktató lónak. Kiváló és felkapott versenyló. Nagyon jól teljesít a díjugrató és díjlovagló versenyeken. Bármilyen korosztály szívesen megy Furiosokkal versenyre. Sokan hátaslóként használják, de jól teljesít fogatban is. Mezőgazdasági hasznosítása is jelentős.